# Blue&Me

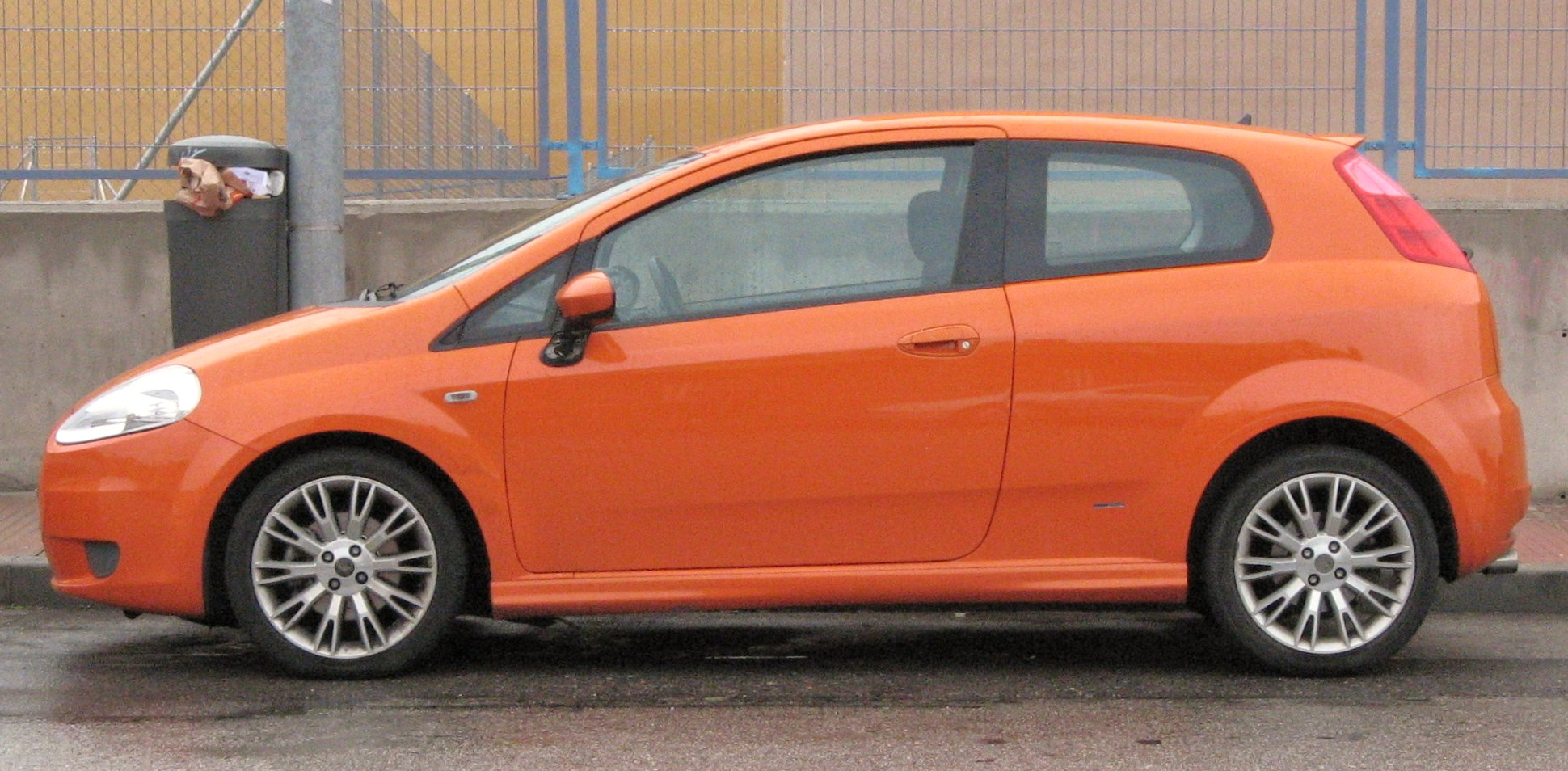
Fiat Grande Punto, primer automóvil dotado de tecnología Blue&Me

Blue&Me es la marca comercial de un sistema de información y entretenimiento para los coches de Fiat Group Automobiles basado en Microsoft Auto y desarrollado en una asociación iniciada en 2004 entre Magneti Marelli (filial de Fiat Group) y Microsoft Corporation. En enero de 2010 fue vendida la unidad un millón con este sistema y en diciembre de 2011 la unidad dos millones.
Basado en la plataforma Windows Embedded Automotive (una combinación del sistema operativo Windows CE y el middleware Microsoft Auto), fue desarrollado por Magneti Marelli (empresa filial del grupo Fiat) en colaboración con Microsoft. Sus principales funciones son un kit manos libres para teléfonos móviles y un reproductor multimedia.
Desde el lanzamiento del Fiat 500L en 2012, este sistema ha sido reemplazado gradualmente por el sistema Uconnect, un sistema multimedia más avanzado diseñado por Chrysler. De hecho, ya en 2013, comenzaron a aparecer artículos en la página web oficial que anunciaban el nuevo sistema multimedia de Fiat como sustituto de Blue&Me. Actualmente, ya no se utiliza en ningún coche de FCA Italy. En 2016, los últimos coches que lo incorporaron (Panda, Punto, Fiorino y Qubo) lo sustituyeron por otros sistemas multimedia más avanzados, como el Uconnect. FCA ya no vende coches equipados con Blue&Me en otros mercados, por lo que la empresa matriz ya no lo utiliza. La última versión de Blue&Me es la 10.0 de la segunda generación del sistema, lanzada en diciembre de 2015.

## Características

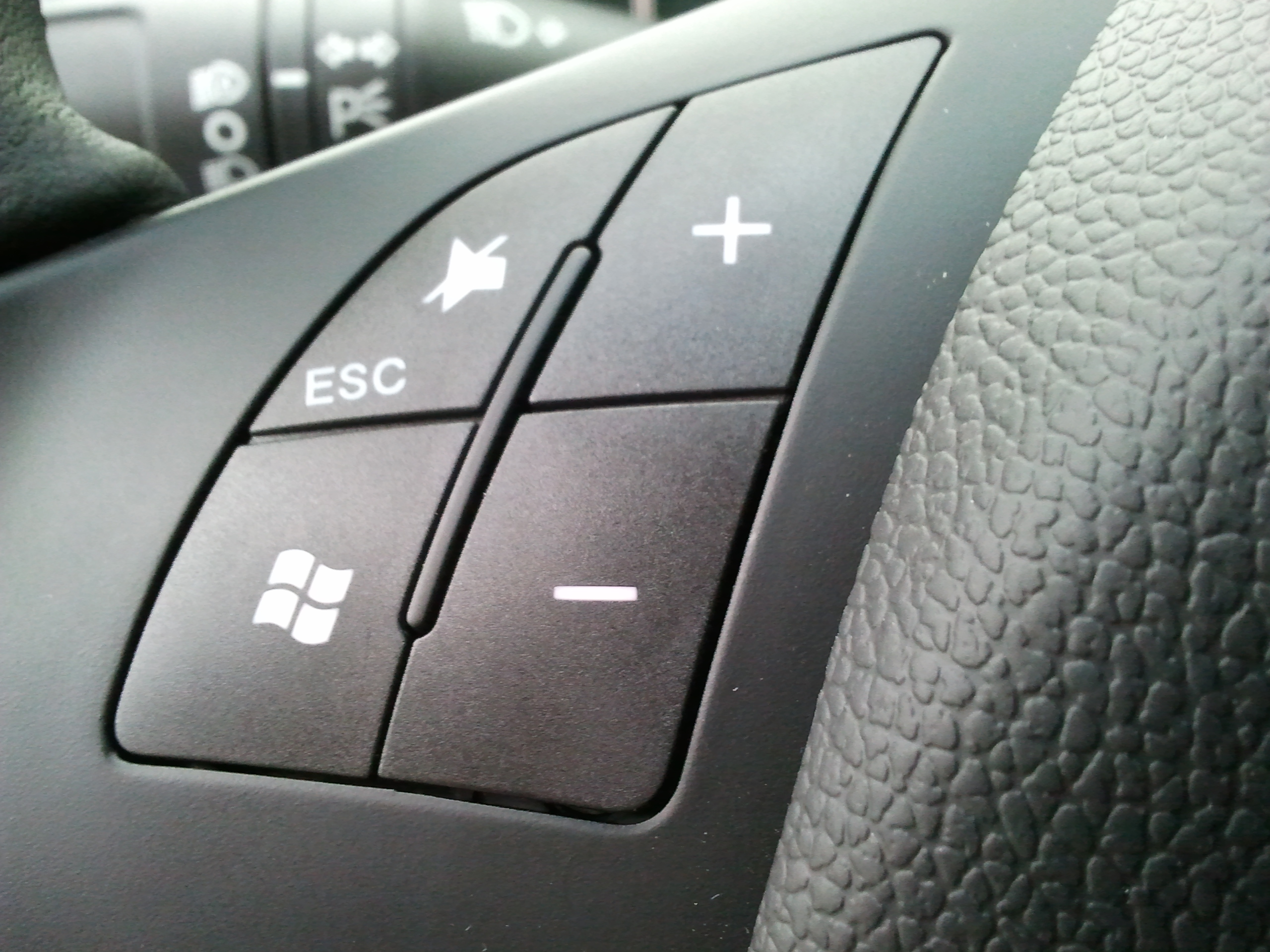
Botonera del sistema Blue&Me situada en el volante, mostrando el logotipo de Windows.

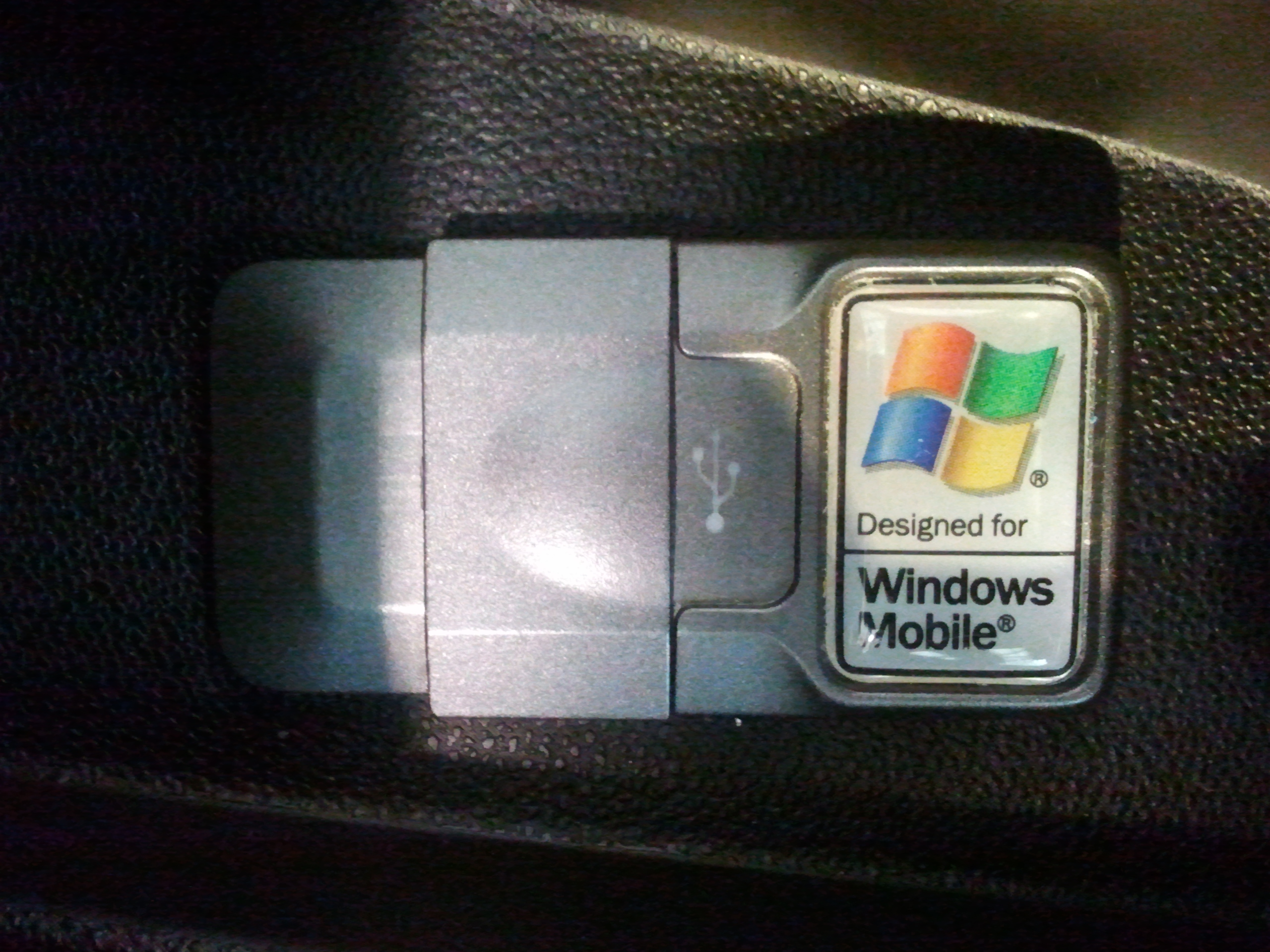
Puerto USB del sistema Blue&Me.

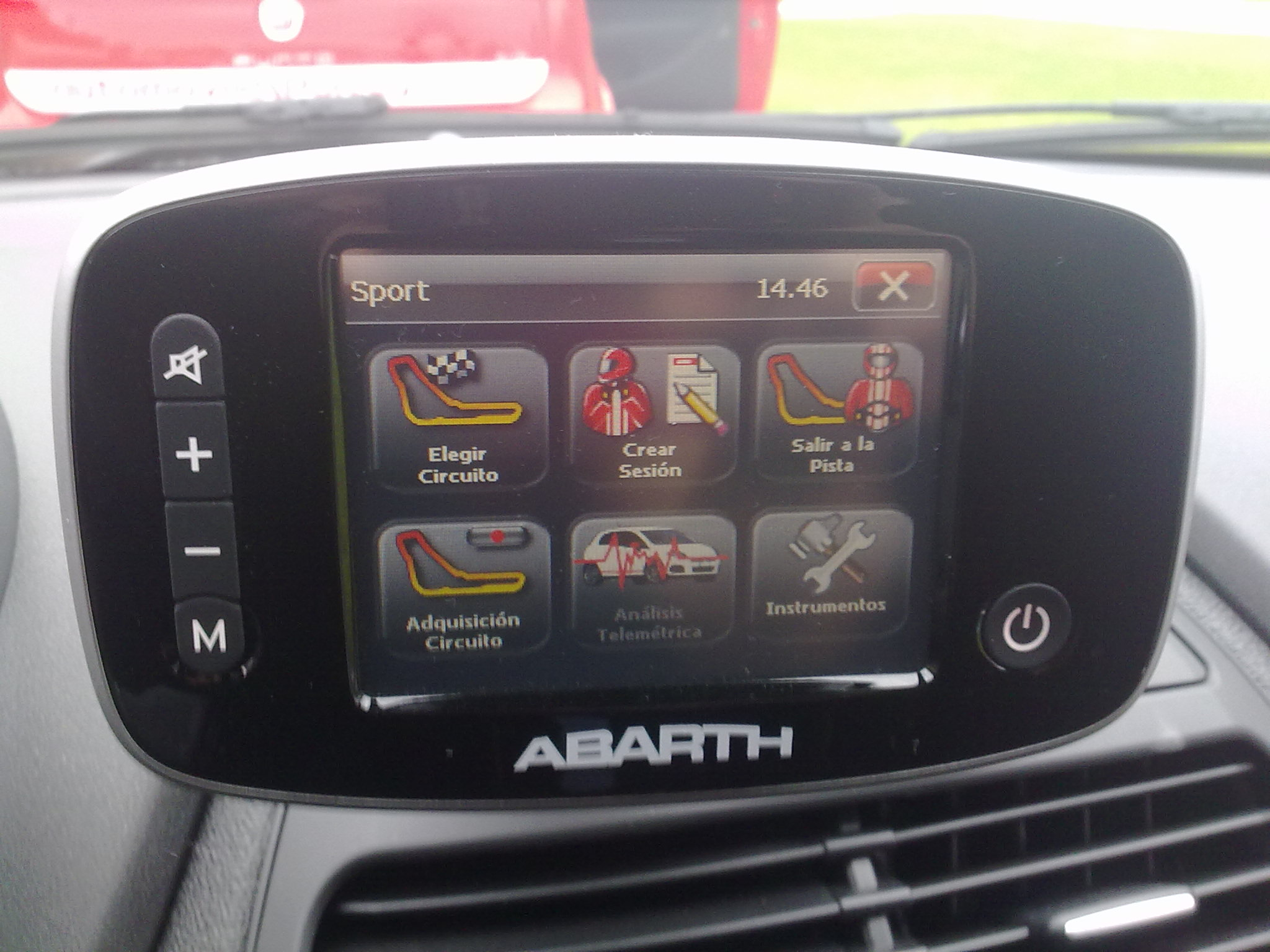
Sistema Blue&Me, versión Abarth.

El sistema se basa en una estructura modular que permite la instalación y utilización de diferentes servicios. El sistema ofrece Bluetooth y conectividad USB para teléfonos móviles y reproductores de medios personales. También ofrece un sistema que permite controlar todas las funciones mediante comandos de voz, utilizando tecnología de voz. Con la ayuda de Magneti Marelli, el sistema está diseñado para ser compatible con la mayoría de teléfonos móviles y reproductores de medios. Blue&Me Nav es un sistema mejorado que añade funciones de navegación GPS mediante pictogramas en la pantalla del cuadro de mandos y órdenes de voz.

## Historia
Fiat y Microsoft anunciaron su colaboración por primera vez en julio de 2004, afirmando que desarrollarían conjuntamente soluciones telemáticas innovadoras para los conductores, con el fin de permitirles comunicarse eficazmente con el mundo exterior. Magneti Marelli fabricaría el hardware, basándose en un diseño de referencia establecido por Microsoft y Fiat.  El sistema se desarrolló para ser compatible con la mayoría de los teléfonos móviles y reproductores multimedia.
El nuevo sistema Blue&Me debutó en los Alfa Romeo 159, Alfa Romeo Brera y Fiat Grande Punto, que se mostraron en el Salón del Automóvil de Ginebra de 2006. En 2007, Fiat informó que el 20% de los clientes solicitaban Blue&Me y había anunciado un sistema de navegación integrado, Blue&Me Nav.
En el Salón de Bolonia de 2007, Fiat presentó un nuevo sistema portátil, además de la unidad de navegación llamada Blue&Me Map. El sistema es exclusivo de Alfa Romeo, Fiat, Lancia y vehículos ligeros comerciales de Fiat Professional.
En 2008, Fiat Group Automobiles, desarrolló una aplicación denominada EcoDrive con la cual, usando la tecnología del sistema Blue&Me es posible mejorar la conducción para un menor consumo y reducción de emisiones contaminantes.
En septiembre de 2009, bajo el nombre de Blue&Me TomTom, Fiat Group Automobiles y TomTom presentaron un dispositivo GPS portátil similar a modelos precedentes de TomTom, pero en el cual se integraba el sistema Blue&Me del automóvil. El sistema consta de un soporte integrado en el salpicadero específicamente diseñado para alojar el dispositivo. Además de las funciones tradicionales del GPS, cuando se coloca sobre el soporte del coche se puede, entre otros, acceder a información sobre consumos en tiempo real, obtener consejos sobre la mejor marcha engranada para un menor consumo, manejar el teléfono móvil por tecnología Bluetooth o reproducir y manejar los archivos de música insertados en el lector de tarjetas del automóvil. Una versión mejorada del Blue&Me TomTom se presentó en 2011, durante la presentación del Lancia Ypsilon. Denominado  Blue&Me TomTom Live, además de las funciones del modelo precedente, sumaba información en tiempo real actualizada cada dos minutos sobre el estado del tráfico, cálculo de ruta mejorada evitando embotellamientos, información meteorológica, información sobre radares fijos e información sobre servicios cercanos.
En 2010 se presentó una versión especial denominada Blue&Me Map Abarth, en la que partiendo del modelo Map, se añadían una serie de funciones específicas para los modelos Abarth. Entre ellas se incluyen de telemetría (posición del coche en un circuito o contar el tiempo por vuelta) así como recoger datos del motor como la velocidad de rotación del motor, la velocidad del vehículo, o la marcha introducida.
En 2012, Fiat lanzó el sistema sucesor, el Uconnect 5.0, también basado en Windows Embedded Automotive. El Uconnect 5.0 fue desarrollado por Continental Automotive Group y se implementó por primera vez en el Fiat 500L.

## Versiones de Blue&Me
- Blue&Me
- Blue&Me Nav
- Blue&Me Map
- Blue&Me TomTom
- Blue&Me TomTom Live
- Blue&Me Map Abarth

## Blue&Me y CONNECT
En ciertos automóviles dotados con Blue&Me, es posible complementar sus funciones con las del sistema de infoentretenimeinto CONNECT, quedando ambos sistemas integrados. Así las funciones del reconocimiento por voz y las funciones de telefonía son asumidas por el Blue&Me. Mientras que las relacionadas con la navegación, o la reproducción de música son gestionadas por el sistema CONNECT. Por lo tanto la música alojada en el puerto USB del sistema Blue&Me y las funciones de telefonía pasan a poder ser controladas desde los mandos del CONNECT, los del volante o mediante voz. La información del sistema Blue&Me puede ser visualizada tanto en la pantalla del cuadro de instrumentos como en la pantalla de mayores dimensiones del sistema CONNECT.

## Características principales
Las características iniciales incluían conectividad Bluetooth y USB para teléfonos móviles y reproductores multimedia personales. También ofrecía un sistema de manos libres, que permitía al usuario controlar funciones mediante comandos de voz tras activar el sistema pulsando un botón en el volante.. La tecnología de reconocimiento de voz y conversión de texto a voz de Nuance Communications se utilizó para ofrecer compatibilidad con nueve idiomas diferentes, incluyendo neerlandés, inglés, francés, alemán, italiano, polaco, portugués y español.  Blue&Me podía reconocer comandos de voz del usuario para realizar llamadas, leer mensajes SMS y controlar las funciones del reproductor multimedia. Dado que Blue&Me no es compatible con A2DP, no se puede transmitir audio directamente al sistema desde un dispositivo Bluetooth; el dispositivo multimedia debe conectarse a través del puerto USB o se puede utilizar un receptor Bluetooth USB compatible con A2DP.
El sistema Blue&Me cuenta con controles en el volante y un sistema de reconocimiento de voz universal que no requiere aprendizaje y reconoce cualquier tipo de voz. Al estar basado en el sistema operativo Windows CE, el botón del volante para acceder al menú (mostrado en la pantalla del tablero) luce el distintivo logotipo de Windows.
Utilizando una arquitectura abierta, Blue&Me era una plataforma de aplicaciones actualizable, que permitía una funcionalidad complementaria modular para que el sistema pudiera evolucionar añadiendo nuevas funciones.. Después de su introducción, el sistema se amplió para incluir un lector de SMS, una aplicación de entrenamiento de conducción (comercializada como eco:Drive), capacidades de navegación (comercializadas como Blue&Me Nav, Blue&Me MAP y Blue&Me Tomtom) y una capacidad de gestión de flotas (comercializada como Blue&Me Fleet), para conectar una computadora central con un vehículo de la flota en tiempo real, donde los datos se transmiten automáticamente para permitir el análisis del kilometraje y los costes operativos en tiempo real.
Blue&Me Nav es un sistema mejorado que añade funciones de navegación GPS.  Utiliza mapas proporcionados por Navteq o TomTom. En el Salón del Automóvil de Bolonia de 2007, Fiat presentó una nueva extensión de navegación para el sistema Blue&Me, llamada Blue&Me Map, que incluye una unidad de navegación portátil independiente.
Blue&Me se puede conectar a un teléfono móvil mediante Bluetooth. Mediante comandos de voz (o los botones del volante), puede llamar a los números de la agenda de su teléfono (se pueden emparejar hasta 5 teléfonos; cada uno debe instalarse solo la primera vez que se conecta). Un sistema de texto a voz permite leer mensajes de texto desde teléfonos compatibles con esta función.
Para la función de reproductor multimedia, puede conectar una memoria USB para reproducir música en formatos MP3, WAV, WMA y AAC (Alfa Romeo GT, Alfa 159, Alfa Romeo MiTo y Lancia Delta), excepto archivos con protección DRM. Las canciones almacenadas en la memoria USB se indexan y se muestran con un filtro por artista, álbum o género, además de permitir la navegación por carpetas en el sistema de archivos y la reproducción de listas de reproducción.
El uso de comandos de voz garantiza una mayor seguridad al volante, ya que el conductor no necesita apartar la vista de la carretera ni las manos del volante.
En 2010 se lanzó una nueva versión hardware de Blue&Me en el Fiat 500, a partir del coche con número de chasis 504557, compatible con iPhone y iPod Touch sin necesidad de un adaptador específico..

### eco:Drive
eco:Drive se presentó inicialmente como avance en el Salón del Automóvil de Fráncfort de 2007 y posteriormente se presentó oficialmente en el Salón del Automóvil de París de 2008. Se trata de un nuevo componente de servicio que permite monitorizar la eficiencia de la conducción. Recopila datos sobre las emisiones de CO₂ y el consumo de combustible y los guarda en una memoria USB, que posteriormente puede conectarse a un PC para su análisis. Ya está disponible para Fiat 500, Fiat Linea, Fiat Grande Punto y Fiat Bravo. Fiat Automobiles anunció que en 2009 eco:Drive estará disponible para todos los vehículos equipados con Blue&Me.

### Problemas conocidos
Un odómetro parpadeante podría indicar un problema con la unidad, especialmente si no lee la conexión USB o el Bluetooth no funciona. Algunos propietarios también han informado que un mal funcionamiento puede provocar una descarga de la batería, que se descarga en un par de días si el vehículo no se conduce.

## Automóviles
En la siguiente lista se recogen los automóviles dotados con el sistema Blue&Me:

### Fiat
- Fiat 500 (2007)
- Fiat 500C (2009)
- Fiat Qubo
- Fiat Grande Punto
- Fiat Punto EVO
- Fiat Idea
- Fiat Linea
- Fiat Bravo (2007)
- Fiat Croma
- Fiat Panda (2012)
- Fiat 500L

### Abarth
- Abarth 500 (2008)
- Abarth 500C
- Abarth Grande Punto
- Abarth Punto EVO

### Lancia
- Lancia Ypsilon 3 puertas
- Lancia Ypsilon 5 puertas
- Lancia Musa
- Lancia Delta (2008)

### Alfa Romeo
- Alfa Romeo MiTo
- Alfa Romeo 147 (desde diciembre de 2008)
- Alfa Romeo GT (desde diciembre de 2008)
- Alfa Romeo Giulietta (2010)
- Alfa Romeo 159
- Alfa Romeo Brera
- Alfa Romeo Spider (2006)

### Fiat Professional
- Fiat Fiorino (2008)
- Fiat Ducato
- Fiat Doblò (2009)

### Ford
- Ford Ka